# Manitoulin
Manitoulin je ostrov v Huronském jezeře, který je součástí kanadské provincie Ontario. S rozlohou 2766 km² je největším sladkovodním ostrovem světa (celkově 31. největší v Kanadě a 174. na světě). Na ostrově žije okolo 12 600 obyvatel, z toho tvoří dvě třetiny běloši a třetinu původní obyvatelé (převážně Odžibvejové). Z odžibvejštiny pochází také název Manitoulin, což znamená Ostrov ducha. Největším sídlem je Little Current.

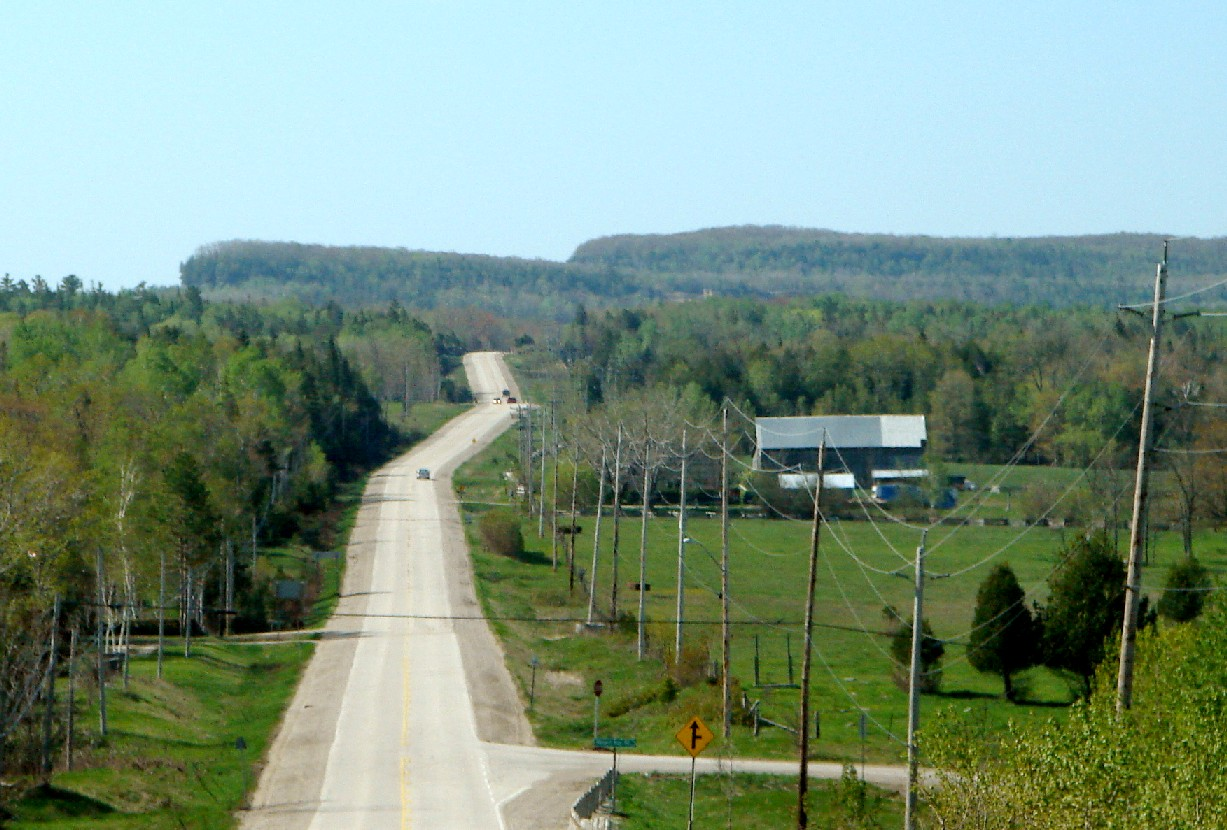
Krajina na severovýchodě ostrova

Podle archeologických nálezů byl ostrov osídlen už 10 000 let před naším letopočtem. Geologicky je tvořen vápencem, půda je alkalická, pěstuje se převážně hloh (ostrované jsou nazýváni Haweaters – pojídači hlohových bobulí). Důležitým zdrojem příjmů je rybaření. Na ostrově jsou četná jezera (největší Lake Manitou má rozlohu přes sto čtverečních kilometrů), na nich jsou další ostrovy – tedy kuriózně jde o ostrovy na jezeře, které je na ostrově na jezeře obklopeném pevninou. Manitoulin je pro zachovanou přírodu oblíbeným prázdninovým letoviskem. Hlavním problémem je nedostatek pracovních příležitostí, který nutí mladé lidi odcházet do měst.